# Trine Dyrholm
Trine Dyrholm (Odense, 15 aprile 1972) è un'attrice e cantante danese.
È nota per i suoi ruoli nei film Festen - Festa in famiglia, Love Is All You Need, In un mondo migliore e Royal Affair. Nel 2016 ha vinto l'Orso d'argento per la migliore attrice al Festival di Berlino per La comune di Thomas Vinterberg.

## Biografia
Trine Dyrholm è nata a Odense sull'isola di Fionia in Danimarca. Nel 1987 a 14 anni ha partecipato al festival musicale Dansk Melodi Grand Prix.
È stata candidata ai Premi Robert come miglior attrice protagonista nel 2003 per P.O.V. - Point of View, nel 2006 per Fluerne på væggen, nel 2007 con Offscreen e nel 2008 con Daisy Diamond ha vinto il Premio Robert come Miglior attrice non protagonista nel 2005 per Forbrydelser. È tornata a vincerlo nel 2007 con A Soap.
Nel 2009 ha vinto il Premio per la miglior attrice alla Semana Internacional de Cine de Valladolid per il suo ruolo in Lille Soldat di Annette K. Olesen e per lo stesso è stata nuovamente candidata ai Premi Robert.
Ha vinto il premio Robert 2011 per il ruolo di Marianne nel film In un mondo migliore di Susanne Bier.
Nel 2016 ha vinto l'Orso d'argento per la migliore attrice al Festival internazionale del cinema di Berlino per la sua interpretazione nel film di Thomas Vinterberg La comune.

## Filmografia

### Cinema
- De største helte, regia di Thomas Vinterberg (1996)
- Festen - Festa in famiglia (Dogme #1 Festen), regia di Thomas Vinterberg (1998)
- P.O.V. - Point of View, regia di Tómas Gislason (2001)
- In Your Hands (Forbrydelser), regia di Annette K. Olesen (2004)
- A Soap (En Soap), regia di Pernille Fischer Christensen (2006)
- Daisy Diamond, regia di Simon Staho (2007)
- Lille Soldat, regia di Annette K. Olesen (2008)
- In un mondo migliore (Hævnen), regia di Susanne Bier (2010)
- Love Is All You Need (Den skaldede frisør), regia di Susanne Bier (2012)
- Royal Affair (En kongelig affære), regia di Nikolaj Arcel (2012)
- 3096, regia di Sherry Hormann (2013)
- La comune (Kollektivet), regia di Thomas Vinterberg (2016)
- Nico, 1988, regia di Susanna Nicchiarelli (2017)
- Dronningen, regia di May el-Toukhy (2019)
- Margherita - Regina del Nord (Margrete den første), regia di Charlotte Sieling (2021)
- Pigen med nålen, regia di Magnus von Horn (2024)

### Televisione
- Arvingerne – serie TV, 26 episodi (2014-2017)
- Forhøret – serie TV, 11 episodi (2019-2021)
- Die Neue Zeit, regia di Lars Kraume – miniserie TV (2019)
- Mary & George, regia di Oliver Hermanus, Alex Winckler e Florian Cossen – miniserie TV, 5 puntate (2024)

## Discografia
- 1987 - Danse i Måneskin, Eldorado Records
- 1988 - Blå & Hvide Striber, (con Rock-Nalle), Banzai Records
- 1988 - Et Frossent Ojeblik, It's Magic
- 2004 - Mr. Nice Guy (EP)
- 2005 - Den Store Day

## Riconoscimenti
- Festival internazionale del cinema di Berlino
2016 – Orso d'argento per la migliore attrice per La comune
- European Film Awards
2016 – Candidatura per la miglior attrice per La comune
- Premio Bodil
1991 – Miglior attrice protagonista per Springflod
2005 – Miglior attrice non protagonista per Forbrydelser
2006 – Miglior attrice protagonista per Fluerne på væggen
2007 – Miglior attrice protagonista per A Soap
2008 – Candidatura per la miglior attrice non protagonista per Daisy Diamond
2009 – Candidatura per la miglior attrice protagonista per Lille soldat
2011 – Miglior attrice protagonista per In un mondo migliore
2013 – Candidatura per la miglior attrice protagonista per Love Is All You Need
2013 – Candidatura per la miglior attrice non protagonista per Royal Affair
2016 – Kathrine Windfeld Memorial Grant (condiviso con Maya Ilsøe e Pernilla August)
2016 – Candidatura per la miglior attrice non protagonista per Lang historie kort
2017 – Miglior attrice protagonista per La comune
2018 – Candidatura per la miglior attrice protagonista per Du forsvinder
- Vilnius International Film Festival
2016 – Miglior attrice per La comune
- Titanic International Film Festival
2018 – Miglior attrice per Nico, 1988
- Premio Amanda
2009 – Candidatura per la miglior attrice per DeUsynlige
- Premio Robert
2003 – Candidatura per la miglior attrice protagonista per P.O.V.
2005 – Miglior attrice non protagonista per Forbrydelser
2006 – Candidatura per la miglior attrice protagonista per Fluerne på væggen
2007 – Miglior attrice protagonista per A Soap
2007 – Candidatura per la miglior attrice non protagonista per Offscreen
2008 – Candidatura per la miglior attrice non protagonista per Daisy Diamond
2009 – Candidatura per la miglior attrice protagonista per Lille soldat
2011 – Miglior attrice protagonista per In un mondo migliore
2013 – Miglior attrice protagonista per Love Is All You Need (condiviso con Bodil Jørgensen)
2013 – Miglior attrice non protagonista per Royal Affair
2015 – Miglior attrice in una serie televisiva per Arvingerne
2015 – Candidatura per la miglior attrice non protagonista per En du elsker
2016 – Miglior attrice non protagonista per Lang historie kort
2016 – Miglior attrice in una serie televisiva per Arvingerne
2017 – Miglior attrice protagonista per La comune
2018 – Candidatura per la miglior attrice protagonista per Du forsvinder
2018 – Candidatura per la miglior attrice in una serie televisiva per Arvingerne
- Zulu Awards
2004 – Miglior attrice non protagonista per Forbrydelser
2011 – Candidatura per la miglior attrice protagonista per In un mondo migliore
2013 – Miglior attrice protagonista per Love Is All You Need
2016 – Candidatura per la miglior attrice protagonista per La comune

## Doppiatrici italiane
Nelle versioni in italiano delle opere in cui ha recitato, Trine Dyrholm è stata doppiata da:
- Francesca Fiorentini in In un mondo migliore, Love Is All You Need
- Laura Romano ne La comune, Mary & George
- Laura Boccanera in Royal Affair
- Antonella Giannini in Nico, 1988